# Minstrel Show

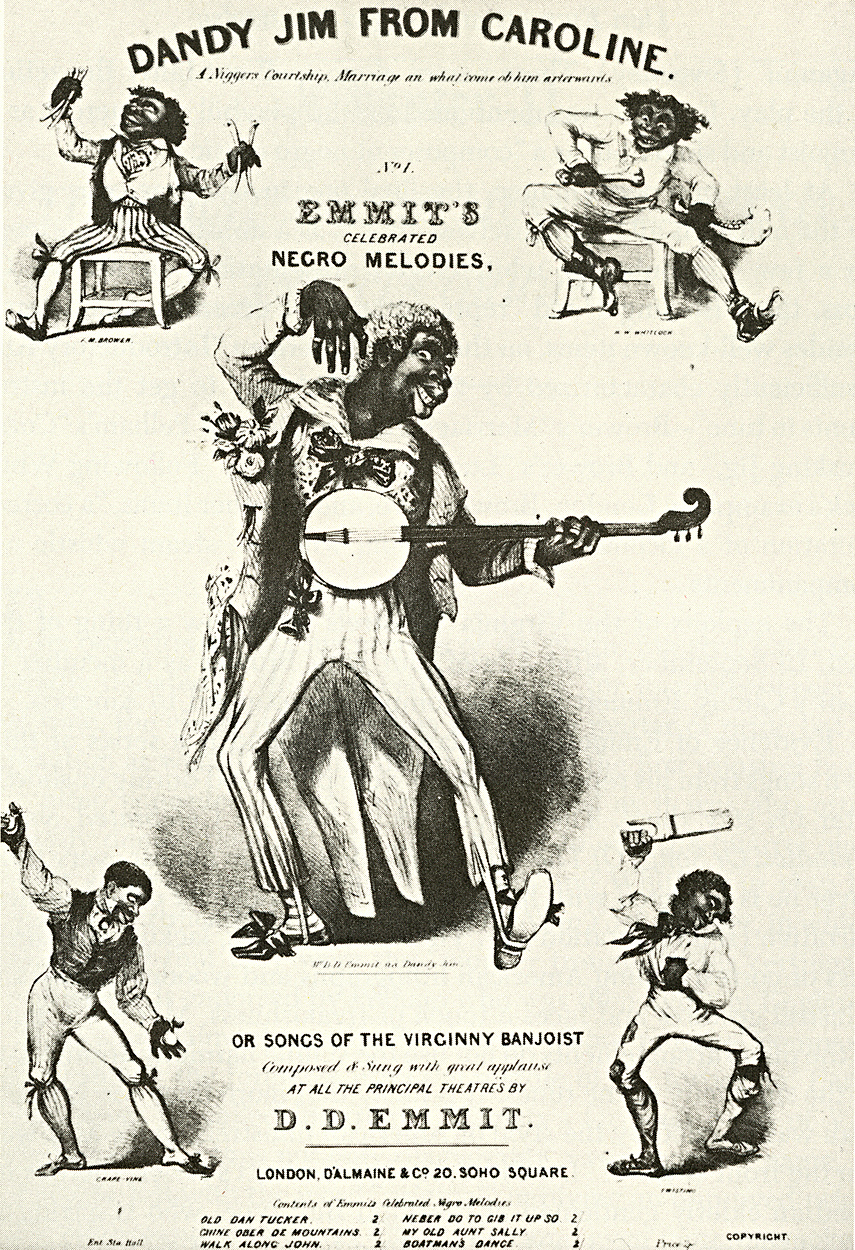
Veranstaltungsplakat für Dandy Jim from Caroline, ca. 1844

Minstrel Show oder Blackface Minstrelsy (benannt nach dem als Blackface bezeichneten, schwarz-geschminkten Gesicht der Darsteller) ist ein Minstrel, bei dem Weiße in Form von Stereotypen Schwarze darstellen. Bekanntestes Beispiel wurde Thomas D. Rice, der als Jim Crow mit schwarzgefärbtem Gesicht auftrat. Die Blackface Minstrelsy war im Norden der Vereinigten Staaten zwischen 1840 und 1870 vor allem unter Industriearbeitern sehr populär.
Minstrel Shows zeigten in stilisierter Form den Weißen, die oft keine Schwarzen aus ihrem Alltag kannten, zahlreiche Stereotype von Schwarzen. Sie werden als ständig fröhliche, singende und naive Sklaven dargestellt, die ihre Besitzer trotz harter Arbeit lieben. Dabei wird eine romantisierende Vorstellung vom Alltag der Sklaven auf den Plantagen inszeniert. Viele Stereotype gingen auch in nationale Erzählungen und ins Liedgut ein. Besonders beliebt waren beispielsweise My Old Kentucky Home von Stephen Foster und Dixie.
Nach dem Tod von Thomas Rice wurden ab 1860 von den fahrenden Minstrels auch Schwarze für die Show engagiert. Einige Jazz- und Bluesmusiker wie Jelly Roll Morton, Fats Waller, W. C. Handy, Ma Rainey sowie Bessie Smith finanzierten den Anfang ihrer Karriere durch Auftritte in Minstrel Shows.

## Sozialhistorische Erklärungen

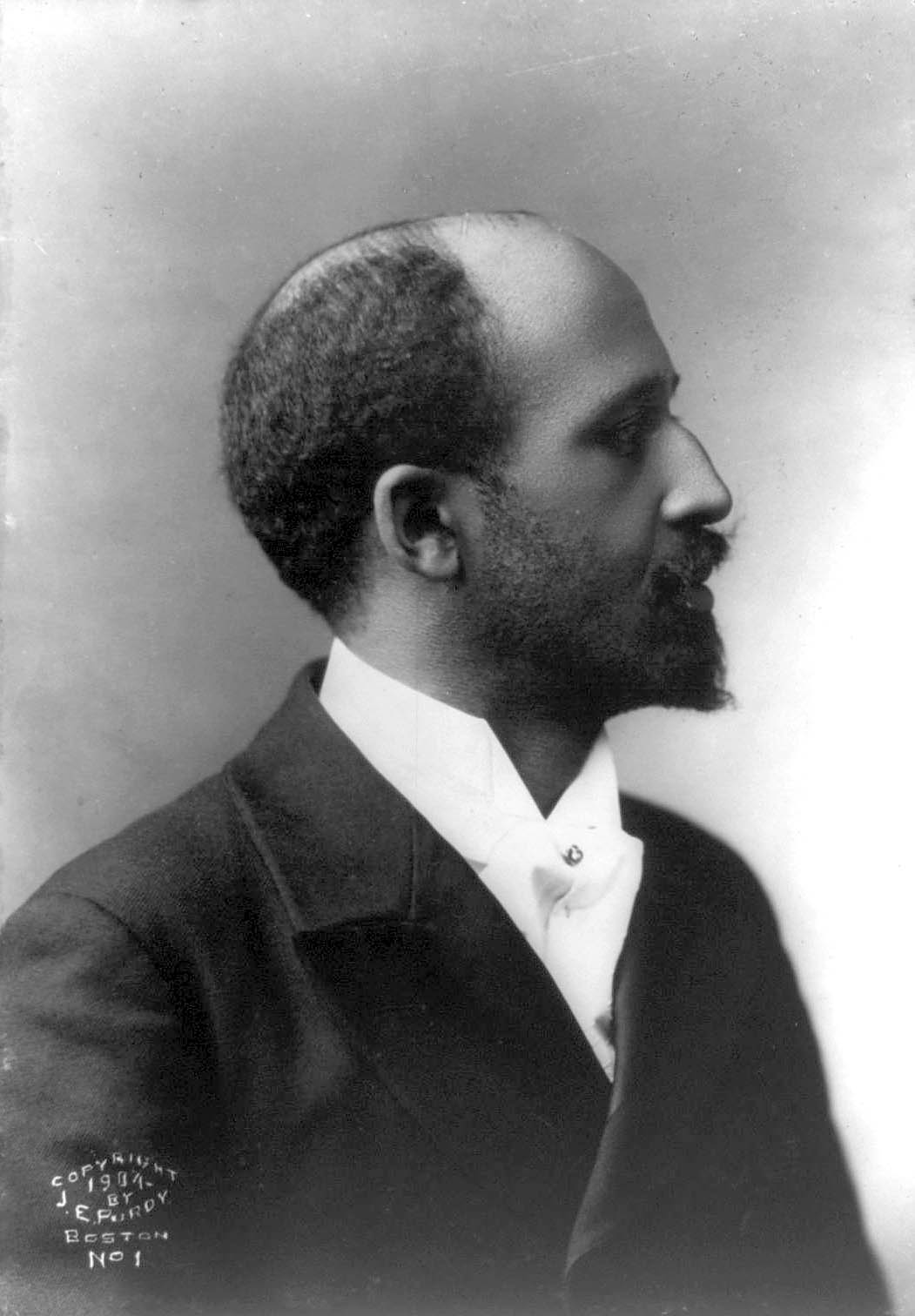
W. E. B. Du Bois, 1904

Auf der These Du Bois’, dass Weißsein (Whiteness) einen „Zugewinn“ für weiße nordamerikanische Industriearbeiter gegenüber schwarzen Arbeitern darstelle, basiert die psychoanalytische Erklärung David Roedigers für das Blackface Minstrelsy. Nach DuBois wurde den weißen Arbeitern „öffentlich Achtung gezollt …, weil sie weiß waren. Sie hatten zusammen mit den Weißen anderer Klassen freien Zugang zu öffentlichen Veranstaltungen und Parks … Die Polizei wurde aus ihren Reihen rekrutiert … Durch ihre Wählerstimmen wurden öffentliche Amtsträger bestellt, was zwar wenig Auswirkung auf ihre wirtschaftliche Situation hatte, aber viel auf ihre Behandlung durch die Ämter …“. Nach Roediger waren die Industriearbeiter im Norden der USA einer intensiven Disziplinierung und Kontrolle unterworfen. Die daraus resultierende Wut wurde jedoch nicht auf die Verursacher ihrer Misere gerichtet, sondern vor allem durch das Blackface Minstrelsy auf die Schwarzen. Im Blackface Minstrelsy spielten psychologisch gesehen die weißen Arbeiter ihr verlorengegangenes ungezügeltes Selbst. So konnten sie „ihr natürliches Selbst zur Schau stellen und zugleich zurückweisen“ (Roediger). Wie DuBois bezeichnet Roediger das Vergnügen an diesem Spiel als den „Zugewinn“ der weißen Arbeiter für ihr Weißsein. Durch die Abgrenzung gegenüber den Schwarzen im Blackface Minstrelsy wurde somit Weißsein konstruiert.
Im Gegensatz zu Roediger sieht Alexander Saxton im Blackface Minstrelsy, das er derselben Haltung zuschreibt, die 1863 bei Unruhen in New York zum Lynchmord an Schwarzen führte, eine Form der Klassenpolitik: „Durch seine stilisierte Form propagierte sie metaphorisch eine Allianz zwischen den städtischen Werktätigen und den Interessen der Plantagenbesitzer in den Südstaaten.“ Die weißen Arbeiter reproduzierten dabei naiv die Perspektive des weißen Sklavenbesitzers. Blackface Minstrelsy diene demnach den Zwecken der Demokratischen Partei und verdecke gleichzeitig den Widerspruch zwischen den reichen Südstaaten-Aristokraten und den „kämpfenden Arbeitern im Norden“. Andrew Hartman beschreibt Roedigers These so: „Somit war Blackface Minstrelsy für Saxton mehr als nur ein psychologischer Zugewinn, sondern vielmehr das massenkulturelle Äquivalent zum weißen Egalitarismus der Jackson-Demokraten.“

## Spielfilme, in denen Minstrel-Shows vorkommen
- Babes on Broadway (1941), ein Musical, in dem Mickey Rooney und Judy Garland die Hauptrollen spielen.
- The Jazz Singer (1927), basierend auf einem Stück von Samson Raphaelson.
- My Wild Irish Rose (1947), mit Dennis Morgan, Andrea King und Arlene Dahl in den Hauptrollen.
- Show Boat (1936), mit Irene Dunne, Allan Jones, Hattie McDaniel und Paul Robeson.
- Bamboozled (2000), ein satirischer Film von Spike Lee.
- Masked and Anonymous (2003), ein Film, der in einer dystopischen Zukunft spielt. Ed Harris spielt einen Performer, der Blackface benutzt.